# 달려라 또뽀
달려라 또뽀는 1988년에 닛폰 애니메이션에서 제작한 애니메이션 시리즈이다. 이 시리즈는 1960년대에 방영된 이탈리아의 인형극 토포 지죠를 원작으로 한다. 
대한민국에서는 《달려라 또뽀》라는 제목으로 1996년 6월 5일부터 1996년 8월 7일까지 MBC를 통해 방영되었다.

## 한국판 성우진 (MBC)
- 이향숙
- 송도영
- 김순선
- 최성우
- 황일청
- 탁원제
- 오세홍
- 유해무
- 이병식
- 박영희
- 최원형
- 이진화
- 김영훈
- 황미영
- 이종혁
- 조예신
- 박지훈
- 최석필
- 김호성